# U-18-Fußball-Europameisterschaft 1990
Die 7. U-18-Fußball-Europameisterschaft wurde in der Zeit vom 22. bis 29. Juli 1990 in Ungarn ausgetragen. Sieger wurde erneut die Sowjetunion durch einen 4:2-Sieg nach Elfmeterschießen gegen Portugal. Keine der deutschsprachigen Mannschaften (Bundesrepublik Deutschland, DDR, Österreich, Schweiz) qualifizierte sich.

## Modus
Die acht qualifizierten Mannschaften spielten im K.-o.-System um den Titel. Die Viertelfinalsieger erreichen das Halbfinale, die Halbfinalsieger das Finale. Die Halbfinalverlierer spielen um Platz drei. Die Viertelfinalverlierer spielen um zwei freie Plätze für die Junioren-Fußballweltmeisterschaft 1991. Die Halbfinalisten qualifizieren sich ebenfalls für die Weltmeisterschaft.

## Teilnehmer
Am Turnier haben folgende Mannschaften teilgenommen:
| - Belgien - England - Irland - Portugal | - Schweden - Sowjetunion (Titelverteidiger) - Spanien - Ungarn (Ausrichter) |

## Austragungsorte
Gespielt wurde in den Städten Békéscsaba, Debrecen, Gyula, Nyíregyháza und Szarvas.

## Das Turnier

### Viertelfinale
|                              |   |          |                      |
| 24. Juli 1990 in Nyíregyháza |   |          |                      |
| England                      | – | Belgien  | 1:1 n. V., 5:4 i. E. |
| 24. Juli 1990 in Debrecen    |   |          |                      |
| Sowjetunion                  | – | Schweden | 3:0                  |
| 24. Juli 1990 in Békéscsaba  |   |          |                      |
| Portugal                     | – | Ungarn   | 1:1 n. V., 3:1 i. E. |
| 24. Juli 1990 in Gyula       |   |          |                      |
| Spanien                      | – | Irland   | 3:0                  |

### WM-Qualifikation
|                              |   |         |     |
| 26. Juli 1990 in Nyíregyháza |   |         |     |
| Schweden                     | – | Belgien | 6:0 |
| 26. Juli 1990 in Szarvas     |   |         |     |
| Irland                       | – | Ungarn  | 1:0 |

### Halbfinale
|                           |   |         |     |
| 26. Juli 1990 in Gyula    |   |         |     |
| Portugal                  | – | Spanien | 2:1 |
| 26. Juli 1990 in Debrecen |   |         |     |
| Sowjetunion               | – | England | 3:1 |

### Spiel um Platz drei
|                             |   |         |     |
| 29. Juli 1990 in Békéscsaba |   |         |     |
| Spanien                     | – | England | 6:0 |

### Finale
|                             |   |          |                      |
| 29. Juli 1990 in Békéscsaba |   |          |                      |
| Sowjetunion                 | – | Portugal | 0:0 n. V., 4:2 i. E. |

## Entscheidungen
Die Sowjetunion wurde zum zweiten Mal U-18-Europameister. 
Die Siegerelf: Pomazun - Krbasjan, Busmanow, Minko, Mamcsur - Guscsin (Jewhen Pochljebajew), Grisin, Csaran - Mandreko (Serhij Kandaurow), Lukin, Scherbakow
Neben der Sowjetunion qualifizierten sich England, Irland, Portugal, Schweden und Spanien für die Junioren-Fußballweltmeisterschaft 1991.